# Thomas Weelkes
Thomas Weelkes   (Sussex, 1576 (Gregorià) - Londres, 30 de novembre de 1623) fou un compositor i organista británic.

## Biografia
Va ser organista a Westminster (1600) i individu de la Capella Reial i organista de la Catedral de Chichester.
Deixà les obres següents:
- Madrigals, de 3 a 6 veus (1597),
- Ballets and Madrigals, de 5 a 6 veus (1598),
- Madrigals, a 6 veus (1600),

A més es troben composicions seves en les antologies:
- Ayres and phantastick spirits for 3 voices, (1618),
- Triumphs of Oriana,
- Churchmusic, de Barnard,
- Teares and lamentations of a sorrowfull soule, de Leighton.